# Trichrous violaceipennis
Trichrous violaceipennis är en skalbaggsart som beskrevs av Fisher 1942. Trichrous violaceipennis ingår i släktet Trichrous och familjen långhorningar. Inga underarter finns listade i Catalogue of Life.